# Fairchild C-123 Provider
Фэрчайлд C-123 «Провайдер» (англ. Fairchild C-123 Provider — рус. «Снабженец») — американский военно-транспортный самолёт. Совершил первый полёт 14 октября 1949 года. Поставлялся на экспорт в 10 стран мира, широко применялся ВВС США в Юго-Восточной Азии (в том числе для распыления дефолиантов над территорией Южного Вьетнама).

## Конструкция
Высокоплан с двумя поршневыми двигателями.

## Боевое применение
Активно применялся во время войны во Вьетнаме. 6 марта 1968 года C-123 Provider ВВС США (р/н 54-0590) был сбит при посадке в Кхешань, весь экипаж 50 человек был убит, включая командира американского подполковника Фредерика Хамптона.

## Варианты и модификации
- ХС-123 — прототип для серии, военно-транспортный самолёт конверсированный из военного планёра XCG-20 с двумя 1900-сильными поршневыми двигателями и трёхлопастными винтами Кертисс Электрик.
- ХС-123А — военно-транспортный самолёт, оснащённый четырьмя турбореактивными двигателями J47-GE-11 (тяга каждого 2720 кг). Был создан единственный опытный экземпляр. После испытаний конверсирован в С-123В.
- C-123В — серийная модификация самолёта. Оснащался двумя 2300 сильными поршневыми двигателями R-2800-99W с трёхлопастными винтами Гамильтон Стэндард. Вместимость 61 десантник или 50 раненых. Были построены — 1 планер для статических испытаний, 5 самолётов компанией Chase и 302 Fairchild Aircraft.
- НC-123В — созданный на базе C-123В самолёт береговой охраны. Оснащался радиолокационной станцией APN-158.
- UC-123В — самолёт спец. назначения для разбрызгивания дефолианта «Эйджент Орандж» (10 машин) во Вьетнаме.
- C-123C — модификация с возможностью подвески двух 1700 литровых подвесных топливных баков.
- YC-123D — военно-транспортный опытный самолёт. Оснащался двумя 2780-сильными поршневыми двигателями Пратт-Уитни R-2800-99RE с четырёхлопастными винтами Гамильтон Стэндард. Имел систему сдува пограничного слоя с закрылков, двухколёсные стойки основного шасси, существовала возможностью установки подвесных топливных баков.
- YC-123Е — экспериментальный вариант самолёта С-123С. Самолет доработанный в соответствии с концепцией Pantobase (базирующийся везде) имел герметизированный фюзеляж с нижней частью в форме днища лодки, обычное шасси, пару убираемых водно-снеговых лыж и пару подкрыльевых поплавков. ХС-123Е можно было эксплуатировать практически с любых поверхностей: земли, воды, снега, льда и песка.
- YC-123H — был построен для изучения возможности подвески на пилонах под крыло дополнительных турбореактивных двигателей Дженерал Электрик J85-GE-17 (тяга каждого 1293 кгс). Данная модификация должна была ускорить старт и повысить начальную скороподъемность.
- C-123J — модификация самолётов модели В (10 машин, 1957 года). Предназначались для использования в полярных областях. Устанавливались лыжи и дополнительные турбореактивные двигатели Фэрчайлд J44-R-3 для управления пограничным слоем. Монтировались на законцовках крыла в гондолах.
- C-123K — модернизация 183 машин. Использовались во Вьетнаме с небольших аэродромов, имеющих грунтовое покрытие. Отличались более мощными 2850 сильными поршневыми двигателями Пратт-Уитни R-2800N, установкой дополнительных турбореактивных двигателей Дженерал Электрик J85-GE-17, шасси с пневматиками увеличенного диаметра и низкого давления, с автоматом торможения. Чтобы сохранить устойчивость на курсе установили развитый форкиль. На некоторых машинах в носовом удлиненном обтекателе имелась погодная БРЛС компании «Хьюз».
- UC-123K — самолёт спецназначения, созданный на базе С-123К. Использовался во Вьетнаме для применения химического оружия в Операции «Ranch Hand». Было переоборудовано 34 машины.
- VC-123K — VIP-транспорт для Командующего силами по оказанию военной помощи Вьетнаму Уильяма Уэстморленда. Построен в одном экземпляре.
- AC/NC-123K — 2 машины C-132B были переоборудованы по программе «Блэк Спот». Оснащались дополнительными сенсорами для воздушной разведки в ночных условиях, а также аргоновыми фонарями и оборудованием для сброса кассетных бомб.
- C-123T — вариант модернизации C-123B для ВВС Таиланда, предложенный в 1979 году американской фирмой Mancro Aircraft Company. Предусматривал установку новых, более мощных турбовинтовых двигателей Rolls-Royce Allison T56-A-7 и топливных баков увеличенной ёмкости. Стоимость модернизации одного самолёта оценивалась в 3,5 млн долларов США[3]. Фактически в 1981 году модернизацию прошёл один экземпляр.

## Тактико-технические характеристики
Приведённые характеристики соответствуют модификации C-123K.

### Технические характеристики
- Экипаж: 3 человека
- Пассажировместимость: до 62 человек
- Длина: 23,92 м
- Размах крыла: 33,53 м
- Высота: 10,36 м
- Площадь крыла: 113,6 м²
- Масса пустого: 16 042 кг
- Масса снаряжённого: 27 000 кг
- Двигатели:
  - 2× Пратт-Уитни R-2800-99W (2×1715 кВт/2300 л. с.)
  - 2× Дженерал Электрик J85-GE-17 (2×13 кН)

### Лётные характеристики
- Максимальная скорость: 367 км/ч (с реактивными двигателями)
- Крейсерская скорость: 278 км/ч
- Перегоночная дальность: 5279 км
- Практическая дальность: 2356 км
- Практический потолок: 8845 м
- Скороподъёмность: 5,8 м/с (348 м/мин., без реактивных двигателей)
- Скороподъемность с полной загрузкой: 45,75 м/мин.
- Скороподъёмность с реактивными двигателями, на одном работающем поршневом моторе и с перегрузкой 5900 кг : 152,5 м/мин.
- Нагрузка на крыло: 240 кг/м²
- Тяговооружённость:
  - для поршневых двигателей: 130 Вт/кг
  - для турбореактивных двигателей: 0,10

## Потери самолётов
На 29 июня 2020 года по неофициальным иностранным данным в различных инцидентах было потеряно 97 машин. В катастрофах погибло 719 человек.

## В произведениях искусства
Самолёт C-123 был главным местом действия в таких фильмах как:
Эйр Америка (1990),
Операция «Дамбо» (1995), 
Воздушная тюрьма (1997), Сделано в Америке (2016).